# Ladra di vento live 03/04
Ladra di vento live 03/04 è il primo DVD di Giorgia, pubblicato l'11 giugno 2004.

## Il DVD
Il primo DVD della cantautrice romana, è stato registrato al Mazda Palace di Milano, il 19 dicembre 2003, e vede Giorgia cimentarsi con alcuni dei suoi brani più famosi. Prodotto dalla Dischi di Cioccolata (l'etichetta della cantante) e da Sony Music, il DVD ripercorre per suoni e immagini (registrasti in Dolby Digital 5.1 e DTS) i primi dieci anni di carriera della cantante.
Arricchito dalla presenza di una band di eccezione, composta da musicisti di fama internazionale come Michael Baker (batteria e Direzione musicale), Sonny T (al basso), Mike Scott (alla chitarra), Michael Bellar (alle tastiere), Sandy Chambers e Alessandra Pugliesi (vocalists), il DVD contiene anche numerosi extra, come il backstage del video Spirito libero, e a seguire il dietro le quinte del servizio fotografico dedicato allo speciale Ladra di vento: Giorgia si racconta.

## Tracce
1. Intro
2. Vivi davvero
3. Senza ali
4. Vetro sul cuore
5. Vento del deserto
6. E poi
7. La gatta (sul tetto)
8. Viaggio della mente
9. Come saprei
10. Strano il mio destino
11. Turn Your Lights Down Low
12. Tradirefare
13. Girasole
14. L'eternità
15. Di sole e d'azzurro
16. So Beautiful
17. Gocce di memoria
18. Come si fa
19. Spirito libero
20. Marzo
21. Il Lupo
22. Toxica
23. Per sempre

## Contenuti speciali del DVD
1. Photo gallery
2. 'Ladra di vento' documentario
3. Backstage 'Spirito Libero'
4. Photo shooting
5. 'La gatta (sul tetto)' Videoclip

## Musicisti
- Mike Baker - batteria
- Sonny T - basso
- Mike Scott - chitarra
- Michael Bellar - tastiere
- Sandy Chambers - cori
- Alessandra Pugliesi - cori